# Hexafluorure de technétium
L'hexafluorure de technétium est un composé chimique de formule TcF6. C'est un solide jaune doré cristallisé dans une structure cubique centrée et fondant à 37,4 °C. Le technétium y est présent à l'état d'oxydation +6, le plus élevé parmi les halogénures de ce métal de transition, également observé avec le chlorure de technétium(VI) TcCl6. De ce point de vue, le technétium diffère du rhénium, qui forme l'heptafluorure de rhénium RhF7.
On observe l'hexafluorure de technétium comme impureté dans l'hexafluorure d'uranium UF6 dans la mesure où le technétium est un produit de fission de l'uranium. On peut également le produire en chauffant du technétium métallique à 400 °C dans un excès de fluor F2 :
Tc + 3 F2 ⟶ TcF6.
La géométrie de la molécule TcF6, observée en phase liquide et gazeuse, est octaédrique, avec le groupe ponctuel de symétrie Oh. Les liaisons Tc–F ont une longueur de 1,812 Å. 
L'hexafluorure de technétium présente une transition de phase à −4,54 °C. Au-dessus de cette température, par exemple à 10 °C, le solide cristallise dans le système cubique avec un paramètre cristallin a = 6,16 Å. Il y a deux molécules par maille élémentaire, avec une masse volumique de 3,02 g·cm-3. En dessous de cette température, par exemple à −19 °C, la structure devient orthorhombique dans le groupe d'espace Pnma avec des paramètres cristallins valant a = 9,55 Å, b = 8,74 Å et c = 5,02 Å. Il y a quatre molécules par maille élémentaire, avec une masse volumique de 3,38 g·cm-3. À −140 °C, les paramètres cristallins deviennent a = 9,360 Å, b = 8,517 Å et c = 4,934 Å, d'où une masse volumique de 3,58 g·cm-3.
L'hexafluorure de technétium réagit avec les chlorures alcalins en solution dans le pentafluorure d'iode IF5 pour former des hexafluorotechnétates,. Il se dismute par hydrolyse avec l'hydroxyde de potassium NaOH aqueux pour former un précipité noir de dioxyde de technétium TcO2.